# Fresnay-le-Samson
Fresnay-le-Samson là một [[xã của Pháp|xã]] thuộc tỉnh Orne trong vùng Normandie tây bắc nước Pháp. Xã này nằm ở khu vực có độ cao trung bình 165 mét trên mực nước biển.